# Liste der Bodendenkmäler in Glashütten (Oberfranken)
Auf dieser Seite sind die Bodendenkmäler in der oberfränkischen Gemeinde Glashütten zusammengestellt. Diese Tabelle ist eine Teilliste der Liste der Bodendenkmäler in Bayern. Grundlage ist die Bayerische Denkmalliste, die auf Basis des Bayerischen Denkmalschutzgesetzes vom 1. Oktober 1973 erstmals erstellt wurde und seither durch das Bayerische Landesamt für Denkmalpflege geführt wird. Die folgenden Angaben ersetzen nicht die rechtsverbindliche Auskunft der Denkmalschutzbehörde.

## Bodendenkmäler in Glashütten
| Lage                      | Objekt | Akten-Nr.     | Bild           |
| ------------------------- | --- | ------------- | -------------- |
| (Standort)                | Mittelalterlicher Burgstall: Burgstall Schlossgarten. | D-4-6134-0021 |                |
| (Standort)                | Bestattungsplatz mit verebneten Grabhügeln vorgeschichtlicher Zeitstellung.                                                                              | D-4-6134-0023 |                |
| Schloßstraße 7 (Standort) | Vorgängerbau sowie Befunde des Mittelalters und der frühen Neuzeit im Bereich der evangelisch-lutherischen Filialkirche St. Bartholomäus von Glashütten. | D-4-6134-0148 | weitere Bilder |